# Heckler & Koch HK-433
Heckler & Koch HK433 là súng trường tấn công mô-đun và nhỏ gọn có kích thước 5,56x45mm NATO kết hợp các tính năng của súng trường tấn công G36 và HK416.

## Lịch sử
HK433 đã được ra mắt tại EnforceTac 2017, diễn ra vào ngày 1 và 2 tháng 3 tại Nürnberg, Bavaria, Đức, sau khi HK433 được hiển thị cho một số người được chọn tại Triển lãm SHOT trước đó vào tháng 1. H & K đang định vị súng trường là một ứng cử viên cho cuộc thi Bundeswehr của Đức để chọn một khẩu súng trường tấn công mới. H & K G36, súng tiêu chuẩn của Bundeswehr từ năm 1997, sẽ bị loại bỏ và một sự thay thế được lên kế hoạch để loại bỏ từ năm 2020.

## Thiết kế
Chiều dài nòng có sẵn sẽ từ 11, 12,5, 14,5, 16,5, 18,9, cho đến 20, búa lạnh được rèn và mạ crôm cứng với một vòng xoắn bên phải 178 mm (1 trong 7 inch), sáu rãnh thùng có mạ crom cứng. Độ chính xác được mô tả là vượt xa mức trung bình.

## liên kết ngoại
- Heckler & Koch: Tổng quan về sản phẩm - HK433 Lưu trữ ngày 5 tháng 3 năm 2017 tại Wayback Machine
- H & K HK433 tại SHOT Show 2017

1. ↑  “Breaking News from Heckler & Koch – HK433 A New Rifle!”. TFB. 3 tháng 2 năm 2017. Truy cập ngày 12 tháng 3 năm 2018.
2. ↑  “HK433 – The first practical test”. TFB. 18 tháng 8 năm 2017. Truy cập ngày 12 tháng 3 năm 2018.
3. ↑  “Heckler & Koch bids to replace its own tarnished gun - Germany - DW.COM - 03.02.2017”. Deutsche Welle (bằng tiếng Anh). 3 tháng 2 năm 2017. Truy cập ngày 13 tháng 2 năm 2017.